# Karak Hirn
Karak Hirn is een stad in het dwergenrijk in het spel Warhammer.

## Ligging
Karak Hirn is de belangrijkste dwergenvestiging in de Black Mountains. Dit gebergte werd pas laat door de dwergen ontgonnen, na de val van de belangrijke vestigingen in de Worlds Edge Mountains. Door zijn ligging dicht bij The Empire en Tilea is het een handelscentrum geworden tussen deze rijken en de oostelijkere gelegen dwergenburchten. 

## Betekenis
Karak Hirn heeft als bijnaam Hornhold (hoorn vestiging). Wanneer de wind door de grotten van deze vestiging blaast, maakt deze een angstaanjagend geluid. De dwergen hebben dit fenomeen verbeterd door extra geluidskamers te maken zodat ze naar wens het geluid kunnen aanpassen. Ze gebruiken deze natuurlijke hoorn om signalen door te geven aan verder gelegen vestigingen en om monsters af te schrikken. 

## Inwoners
Net als in de Grey Mountains zijn de dwergenclans hier jonger dan de clans in de Worlds Edge Mountains. Bijgevolg zijn deze dwergen niet de rijkste of de sterkste van het rijk. Hoewel in deze bergen wel genoeg metaal en andere ertsen te vinden zijn. De vestiging van de Black Mountains zijn ook niet via de Underway gelinkt aan de andere vestigingen.